# یساکار
یساکار (عبری: יִשָּׂשׁכָר [ییساشکار] بمعنی «او پاداش خواهد آورد») نهمین پسر یعقوب نبی و پنجمین پسر لیه بود.؛ در فدان ارام متولد شد. وی چهار پسر به نام‌های تولاع، فوه، یاشوب و شمرون داشت. در طی سفر به کنعان، خیمه‌های یساکار در همسایگی برادرانشان یهودا و زبولون قرار داشت. از این سبط یجال بن یوسف به عنوان یکی از جاسوسان زمین کنعان برگزیده شد. فلطیئیل بن غران در واگذاری و تقسیم زمین کنعان از سبط یساکار به یوشع یاری رسانید.